# وريد سنعي ظهراني
الأوردة السِنعية الظهرانية هي ثلاثة أوردة، تتكوّن من اتحاد أوردة الشبكة الوريدية الظهرانية لليد، وتنتهي في منتصف مشط اليد.
هذه الأوردة هي مكان مخصّص للإقناء في اليدين، لأنها غالبًا ما تكون بارزة في الجلد، ولذلك فإنّ الوصول إليها يعتبر سهلًا، وموجودة في منطقة غير قابلة للانثناء، لذلك فموقعها يعتبر مريحًا للمرضى.